# تهاجم ارتش سرخ به جمهوری خلق آذربایجان
تهاجم ارتش سرخ به آذربایجان, همچنین به عنوان تهاجم شوروی یا اتحاد جماهیر شوروی به آذربایجان معروف است. این عملیات نظامی توسط ارتش ۱۱ روسیه شوروی از ۲۷ مارس تا ۱۱ آوریل ۱۹۲۰ انجام شد و به نصب یک دولت جدید شوروی در جمهوری خلق آذربایجان در قلمرو سابق ایران و همچنین امپراتوری روسیه انجامید.
این تهاجم همزمان با قیام ضد دولتی در صحنه محلی آذربایجان توسط بلشویکها در باکو انجام گرفت. این تهاجم منجر به انحلال جمهوری خلق آذربایجان و استقرار جمهوری آذربایجان شوروی سوسیالیستی شد.

## زمینه

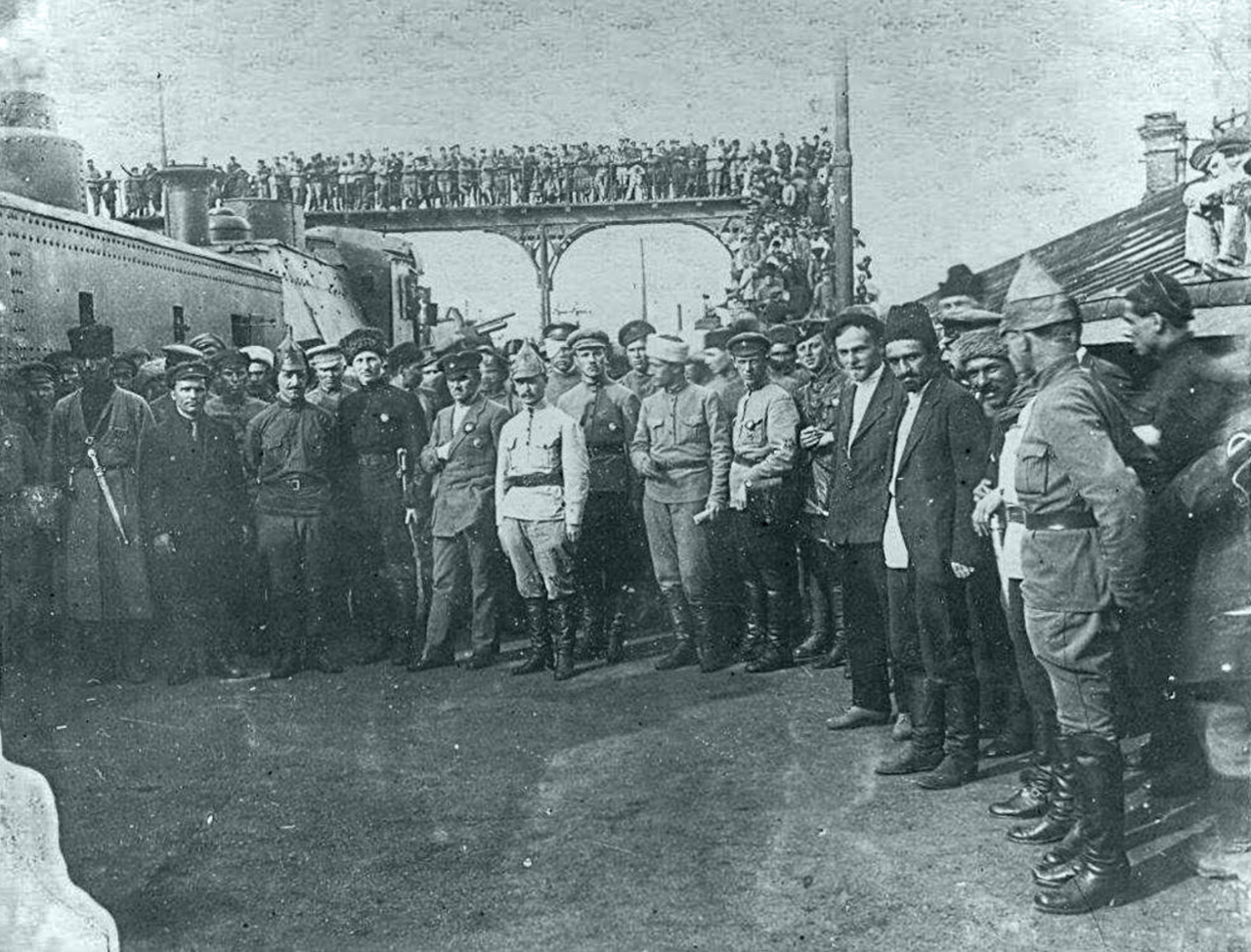
سرگئی کیروف، آناستاس میکویان، گریگوری ارژنیکیدزه و میخائیل لوندوسکی میان ارتش سرخ و سربازان در باکو

در اوایل سال ۱۹۲۰ روسیه شوروی به شدت محتاج نفت باکو بود. 
در ژانویه سال ۱۹۲۰م/بهمن ۱۲۹۸ش، میخائیل توخاچفسکی وارد مخاچ‌قلعه (پتروسک) شد و به عنوان فرمانده ارتش سرخ در قفقاز منصوب شد.
در ۱۷ مارس ۱۹۲۰م/اسفند ۱۲۹۸ش، ولادیمیر لنین، رهبر کمونیست روسیه تلگراف زیر را به شورای نظامی انقلابی در قفقاز نوشت:
در ۲۱ آوریل ۱۹۲۰م/اردیبهشت۱۲۹۹ش توخاچفسکی با صدور بخشنامه زیر برای بخش ۱۱ ارتش سرخ و ناوگان نظامی ولگا-خزر، برای حمله به باکو فرمان داد:

## عملیات نظامی
به نظر مورخ روسی شیروکوراد ( A. B. Shirokorad) تهاجم اتحاد جماهیر شوروی به جمهوری آذربایجان با استفاده از یک نمایش استاندارد بلشویک بود در قالب زیر: کمیته انقلابی محلی شروع می‌شود و شورش جنبش واقعی یا «مجازی» کارگری درخواست حمایت از ارتش سرخ می کند. این طرح در دهه‌های بعد در طول تهاجم شوروی در مجارستان (۱۹۵۶) و چکسلواکی (۱۹۶۸) مورد استفاده قرار گرفت .
در ۲۸ آوریل ۱۹۲۰ در باکو انقلابی کمیته ثبت درخواست رسمی برای کمک به شوروی نمود. اما یک روز قبل از آن درخواست در واقع ارتش سرخ از جمله لشکر های ۲۶، ۲۸ و ۳۲ بخش تفنگداران و ۲ بخش از قشون سوارکار (بابیش از ۳۰۰۰۰ سرباز) در حال حمله به خاک جمهوری آذربایجان بودند.